# Interlands Peruviaans voetbalelftal 2000-2009
Deze pagina toont een chronologisch en gedetailleerd overzicht van de interlands die het Peruviaans voetbalelftal speelde in de periode 2000 – 2009.

## Interlands

### 2000
| CONCACAF Gold Cup |
| ----------------- |

|                                                       |                     |       |                   |                                                                             |
| 14 februari Gold Cup Groep B № 418 «onderlinge duels» | Haïti               | 1 – 1 | Peru              | Orange Bowl, Miami Toeschouwers: 23.795 Scheidsrechter: Carlos Batres (GUA) |
| 14 februari Gold Cup Groep B № 418 «onderlinge duels» | Sebastien Vorbe 61' |       | 69' Ysrael Zúñiga | Orange Bowl, Miami Toeschouwers: 23.795 Scheidsrechter: Carlos Batres (GUA) |

|                                                       |      |                |                  |                                                                            |
| 16 februari Gold Cup Groep B № 419 «onderlinge duels» | Peru | 0 – 1          | Verenigde Staten | Orange Bowl, Miami Toeschouwers: 36.004 Scheidsrechter: Felipe Ramos (MEX) |
| 16 februari Gold Cup Groep B № 419 «onderlinge duels» |      | 59' Cobi Jones |                  | Orange Bowl, Miami Toeschouwers: 36.004 Scheidsrechter: Felipe Ramos (MEX) |

|                                                           |                                                                      |       |                                                                                                |                                                                             |
| 19 februari Gold Cup kwartfinale № 420 «onderlinge duels» | Honduras                                                             | 3 – 5 | Peru                                                                                           | Orange Bowl, Miami Toeschouwers: 32.972 Scheidsrechter: Marío Sánchez (CHI) |
| 19 februari Gold Cup kwartfinale № 420 «onderlinge duels» | Reynaldo Clavasquín 32' Carlos Pavón 67' (pen.) José Luis Pineda 69' |       | 7' Roberto Holsen 14' (pen.) Jorge Soto 50' José del Solar 52' Roberto Holsen 87' Waldir Saenz | Orange Bowl, Miami Toeschouwers: 32.972 Scheidsrechter: Marío Sánchez (CHI) |

|                                                            |                                               |       |                      |                                                                                            |
| 23 februari Gold Cup Halve finale № 421 «onderlinge duels» | Colombia                                      | 2 – 1 | Peru                 | Jack Murphy Stadium, San Diego Toeschouwers: 34.020 Scheidsrechter: Rafael Rodríguez (ESA) |
| 23 februari Gold Cup Halve finale № 421 «onderlinge duels» | Marcial Salazar 40' (e.d.) Víctor Bonilla 53' |       | 75' Roberto Palacios | Jack Murphy Stadium, San Diego Toeschouwers: 34.020 Scheidsrechter: Rafael Rodríguez (ESA) |

|  |  |  |  |  |  |  |  |  |

|                                                             |                                                 |       |          |                                                                                    |
| 29 maart WK-kwalificatie № 422 «onderlinge duels» 21:30 uur | Peru                                            | 2 – 0 | Paraguay | Estadio Nacional, Lima Toeschouwers: 45.042 Scheidsrechter: Horacio Elizondo (ARG) |
| 29 maart WK-kwalificatie № 422 «onderlinge duels» 21:30 uur | Nolberto Solano 55' (pen.) Roberto Palacios 60' |       |          | Estadio Nacional, Lima Toeschouwers: 45.042 Scheidsrechter: Horacio Elizondo (ARG) |

|                                                   |                   |       |               |                                                                                         |
| 26 april WK-kwalificatie № 423 «onderlinge duels» | Chili             | 1 – 1 | Peru          | Estadio Nacional, Santiago Toeschouwers: 44.797 Scheidsrechter: Epifanio González (PAR) |
| 26 april WK-kwalificatie № 423 «onderlinge duels» | Javier Margas 42' |       | 39' Juan Jayo | Estadio Nacional, Santiago Toeschouwers: 44.797 Scheidsrechter: Epifanio González (PAR) |

|                                                           |      |          |          |                                                                                  |
| 4 juni WK-kwalificatie № 424 «onderlinge duels» 15:15 uur | Peru | 0 – 1    | Brazilië | Estadio Nacional, Lima Toeschouwers: 45.000 Scheidsrechter: Daniel Giménez (ARG) |
| 4 juni WK-kwalificatie № 424 «onderlinge duels» 15:15 uur |      | 34' Zago |          | Estadio Nacional, Lima Toeschouwers: 45.000 Scheidsrechter: Daniel Giménez (ARG) |

|                                                            |                                      |       |                  |                                                                                           |
| 29 juni WK-kwalificatie № 425 «onderlinge duels» 16:00 uur | Ecuador                              | 2 – 1 | Peru             | Estadio Olímpico Atahualpa, Quito Toeschouwers: 40.167 Scheidsrechter: Carlos Simon (BRA) |
| 29 juni WK-kwalificatie № 425 «onderlinge duels» 16:00 uur | Cléber Chalá 14' Eduardo Hurtado 59' |       | 74' Iván Pajuelo | Estadio Olímpico Atahualpa, Quito Toeschouwers: 40.167 Scheidsrechter: Carlos Simon (BRA) |

|                                                            |      |                      |          |                                                                                 |
| 19 juli WK-kwalificatie № 426 «onderlinge duels» 21:10 uur | Peru | 0 – 1                | Colombia | Estadio Nacional, Lima Toeschouwers: 32.207 Scheidsrechter: Mario Sánchez (CHI) |
| 19 juli WK-kwalificatie № 426 «onderlinge duels» 21:10 uur |      | 48' Juan Pablo Ángel |          | Estadio Nacional, Lima Toeschouwers: 32.207 Scheidsrechter: Mario Sánchez (CHI) |

|                                                            |         |       |      |                                                                                       |
| 26 juli WK-kwalificatie № 427 «onderlinge duels» 19:30 uur | Uruguay | 0 – 0 | Peru | Estadio Centenario, Montevideo Toeschouwers: 54.345 Scheidsrechter: Oscar Godoi (BRA) |
| 26 juli WK-kwalificatie № 427 «onderlinge duels» 19:30 uur |         |       |      | Estadio Centenario, Montevideo Toeschouwers: 54.345 Scheidsrechter: Oscar Godoi (BRA) |

|                                                                |                      |       |           |                                                                                |
| 16 augustus WK-kwalificatie № 428 «onderlinge duels» 21:00 uur | Peru                 | 1 – 0 | Venezuela | Estadio Nacional, Lima Toeschouwers: 41.084 Scheidsrechter: Byron Moreno (ECU) |
| 16 augustus WK-kwalificatie № 428 «onderlinge duels» 21:00 uur | Roberto Palacios 69' |       |           | Estadio Nacional, Lima Toeschouwers: 41.084 Scheidsrechter: Byron Moreno (ECU) |

|                                                                |                          |       |                                            |                                                                              |
| 3 september WK-kwalificatie № 429 «onderlinge duels» 17:00 uur | Peru                     | 1 – 2 | Argentinië                                 | Estadio Nacional, Lima Toeschouwers: 43.951 Scheidsrechter: Óscar Ruiz (COL) |
| 3 september WK-kwalificatie № 429 «onderlinge duels» 17:00 uur | Walter Samuel 68' (e.d.) |       | 25' Hernán Crespo 37' Juan Sebastián Verón | Estadio Nacional, Lima Toeschouwers: 43.951 Scheidsrechter: Óscar Ruiz (COL) |

|                                                              |                 |       |      |                                                                                       |
| 8 oktober WK-kwalificatie № 430 «onderlinge duels» 16:00 uur | Bolivia         | 1 – 0 | Peru | Estadio Hernando Siles, La Paz Toeschouwers: 21.791 Scheidsrechter: José Carpio (ECU) |
| 8 oktober WK-kwalificatie № 430 «onderlinge duels» 16:00 uur | Roger Suárez 5' |       |      | Estadio Hernando Siles, La Paz Toeschouwers: 21.791 Scheidsrechter: José Carpio (ECU) |

|                                                                | |       |                  |                                                                                                  |
| 15 november WK-kwalificatie № 431 «onderlinge duels» 19:45 uur | Paraguay | 5 – 1 | Peru             | Estadio Defensores del Chaco, Asunción Toeschouwers: 30.000 Scheidsrechter: Daniel Giménez (ARG) |
| 15 november WK-kwalificatie № 431 «onderlinge duels» 19:45 uur | Roque Santa Cruz 15' José del Solar 25' (e.d.) José Cardozo 45' Carlos Paredes 65' José Luis Chilavert 83' (pen.) |       | 76' Pedro García | Estadio Defensores del Chaco, Asunción Toeschouwers: 30.000 Scheidsrechter: Daniel Giménez (ARG) |

### 2001
|                                                    |      |       |          |                                                                           |
| 7 maart Vriendschappelijk № 432 «onderlinge duels» | Peru | 0 – 0 | Honduras | Orange Bowl, Miami Toeschouwers: 17.790 Scheidsrechter: Kevin Terry (USA) |
| 7 maart Vriendschappelijk № 432 «onderlinge duels» |      |       |          | Orange Bowl, Miami Toeschouwers: 17.790 Scheidsrechter: Kevin Terry (USA) |

|                                                   |                                                           |       |                    |                                                                                 |
| 27 maart WK-kwalificatie № 433 «onderlinge duels» | Peru                                                      | 3 – 1 | Chili              | Estadio Nacional, Lima Toeschouwers: 38.901 Scheidsrechter: Ángel Sánchez (ARG) |
| 27 maart WK-kwalificatie № 433 «onderlinge duels» | Flavio Maestri 53' Andrés Mendoza 72' Claudio Pizarro 81' |       | 61' Reinaldo Navia | Estadio Nacional, Lima Toeschouwers: 38.901 Scheidsrechter: Ángel Sánchez (ARG) |

|                                                             |             |       |                  |                                                                                               |
| 25 april WK-kwalificatie № 434 «onderlinge duels» 21:45 uur | Brazilië    | 1 – 1 | Peru             | Estadio do Morumbi, São Paulo Toeschouwers: 55.000 Scheidsrechter: Abdul Rahman Al-Zeid (KSA) |
| 25 april WK-kwalificatie № 434 «onderlinge duels» 21:45 uur | Romário 65' |       | 77' Juan Pajuelo | Estadio do Morumbi, São Paulo Toeschouwers: 55.000 Scheidsrechter: Abdul Rahman Al-Zeid (KSA) |

|                                                           |                    |       |                                       |                                                                                      |
| 2 juni WK-kwalificatie № 435 «onderlinge duels» 16:00 uur | Peru               | 1 – 2 | Ecuador                               | Estadio Monumental, Lima Toeschouwers: 54.236 Scheidsrechter: Antonio Marruffo (MEX) |
| 2 juni WK-kwalificatie № 435 «onderlinge duels» 16:00 uur | Claudio Pizarro 2' |       | 12' Edison Méndez 90' Agustín Delgado | Estadio Monumental, Lima Toeschouwers: 54.236 Scheidsrechter: Antonio Marruffo (MEX) |

| Copa América |
| ------------ |

|                                                                 |                                                      |       |                                                              |                                                                                         |
| 12 juli Copa América Groep B № 436 «onderlinge duels» 17:30 uur | Peru                                                 | 3 – 3 | Paraguay                                                     | Estadio Pascual Guerrero, Cali Toeschouwers: 35.000 Scheidsrechter: Ángel Sánchez (ARG) |
| 12 juli Copa América Groep B № 436 «onderlinge duels» 17:30 uur | Abel Lobatón 16' Juan Pajuelo 57' José del Solar 72' |       | 23' Virgilio Ferreira 64' Virgilio Ferreira 90' Silvio Garay | Estadio Pascual Guerrero, Cali Toeschouwers: 35.000 Scheidsrechter: Ángel Sánchez (ARG) |

|                                                                 |                           |       |      |                                                                                           |
| 15 juli Copa América Groep B № 437 «onderlinge duels» 16:00 uur | Brazilië                  | 2 – 0 | Peru | Estadio Pascual Guerrero, Cali Toeschouwers: 30.000 Scheidsrechter: Jorge Larrionda (URU) |
| 15 juli Copa América Groep B № 437 «onderlinge duels» 16:00 uur | Guilherme 9' Denilson 85' |       |      | Estadio Pascual Guerrero, Cali Toeschouwers: 30.000 Scheidsrechter: Jorge Larrionda (URU) |

|                                                                 |                    |       |        |                                                                                       |
| 18 juli Copa América Groep B № 438 «onderlinge duels» 17:30 uur | Peru               | 1 – 0 | Mexico | Estadio Pascual Guerrero, Cali Toeschouwers: 20.000 Scheidsrechter: René Ortubé (BOL) |
| 18 juli Copa América Groep B № 438 «onderlinge duels» 17:30 uur | Roberto Holsen 48' |       |        | Estadio Pascual Guerrero, Cali Toeschouwers: 20.000 Scheidsrechter: René Ortubé (BOL) |

|                                                           |                                                                      |       |      |                                                                                        |
| 23 juli Copa América Kwartfinale № 439 «onderlinge duels» | Colombia                                                             | 3 – 0 | Peru | Estadio Centenario, Armenia Toeschouwers: 28.000 Scheidsrechter: Gilberto Alcalá (MEX) |
| 23 juli Copa América Kwartfinale № 439 «onderlinge duels» | Víctor Aristizábal 50' Giovanny Hernández 66' Víctor Aristizábal 69' |       |      | Estadio Centenario, Armenia Toeschouwers: 28.000 Scheidsrechter: Gilberto Alcalá (MEX) |

|  |  |  |  |  |  |  |  |  |

|                                                      |          |                            |      |                                                                                   |
| 16 augustus WK-kwalificatie № 440 «onderlinge duels» | Colombia | 0 – 1                      | Peru | Estadio El Campín, Bogotá Toeschouwers: 40.000 Scheidsrechter: Felipe Ramos (MEX) |
| 16 augustus WK-kwalificatie № 440 «onderlinge duels» |          | 47' (pen.) Norberto Solano |      | Estadio El Campín, Bogotá Toeschouwers: 40.000 Scheidsrechter: Felipe Ramos (MEX) |

|                                                      |      |                                   |         |                                                                                |
| 4 september WK-kwalificatie № 441 «onderlinge duels» | Peru | 0 – 2                             | Uruguay | Estadio Nacional, Lima Toeschouwers: 36.226 Scheidsrechter: Anders Frisk (SWE) |
| 4 september WK-kwalificatie № 441 «onderlinge duels» |      | 12' Darío Silva 45' Álvaro Recoba |         | Estadio Nacional, Lima Toeschouwers: 36.226 Scheidsrechter: Anders Frisk (SWE) |

|                                                              |                                                               |       |      |                                                                                               |
| 6 oktober WK-kwalificatie № 442 «onderlinge duels» 19:30 uur | Venezuela                                                     | 3 – 0 | Peru | Estadio Polideportivo, San Cristóbal Toeschouwers: 17.220 Scheidsrechter: Mario Sánchez (CHI) |
| 6 oktober WK-kwalificatie № 442 «onderlinge duels» 19:30 uur | Wilfredo Alvarado 54' Wilfredo Alvarado 77' Ruberth Morán 80' |       |      | Estadio Polideportivo, San Cristóbal Toeschouwers: 17.220 Scheidsrechter: Mario Sánchez (CHI) |

|                                                               |                                     |       |      |                                                                                             |
| 8 november WK-kwalificatie № 443 «onderlinge duels» 18:00 uur | Argentinië                          | 2 – 0 | Peru | Estadio Monumental, Buenos Aires Toeschouwers: 18.901 Scheidsrechter: Jorge Larrionda (URU) |
| 8 november WK-kwalificatie № 443 «onderlinge duels» 18:00 uur | Walter Samuel 46' Claudio López 84' |       |      | Estadio Monumental, Buenos Aires Toeschouwers: 18.901 Scheidsrechter: Jorge Larrionda (URU) |

|                                                                |               |       |                           |                                                                                        |
| 14 november WK-kwalificatie № 444 «onderlinge duels» 20:30 uur | Peru          | 1 – 1 | Bolivia                   | Estadio Monumental "U", Lima Toeschouwers: 2.374 Scheidsrechter: Héctor Baldassi (ARG) |
| 14 november WK-kwalificatie № 444 «onderlinge duels» 20:30 uur | Piero Alva 8' |       | 87' José Alfredo Castillo | Estadio Monumental "U", Lima Toeschouwers: 2.374 Scheidsrechter: Héctor Baldassi (ARG) |

### 2002
- Geen officiële interlands gespeeld

### 2003
|                                                        |                                                                                            |       |                         | |
| 23 februari Vriendschappelijk № 445 «onderlinge duels» | Peru                                                                                       | 5 – 1 | Haïti                   | Estadio Alejandro Villanueva, Lima Toeschouwers: onbekend Scheidsrechter: Víctor Hugo Rivera (PER) |
| 23 februari Vriendschappelijk № 445 «onderlinge duels» | José Soto 13' (pen.) Antonio Serrano 19' Jorge Soto 26' José Soto 83' Jefferson Farfán 84' |       | 50' Jean-Robert Menelas | Estadio Alejandro Villanueva, Lima Toeschouwers: onbekend Scheidsrechter: Víctor Hugo Rivera (PER) |

|                                                     |                                            |       |      |                                                                                       |
| 30 maart Vriendschappelijk № 446 «onderlinge duels» | Chili                                      | 2 – 0 | Peru | Estadio Nacional, Santiago Toeschouwers: 39.662 Scheidsrechter: Carlos Amarilla (PAR) |
| 30 maart Vriendschappelijk № 446 «onderlinge duels» | Milovan Mirošević 44' Mauricio Pinilla 65' |       |      | Estadio Nacional, Santiago Toeschouwers: 39.662 Scheidsrechter: Carlos Amarilla (PAR) |

|                                                    |                                                            |       |       |                                                                              |
| 2 april Vriendschappelijk № 447 «onderlinge duels» | Peru                                                       | 3 – 0 | Chili | Estadio Nacional, Lima Toeschouwers: 25.000 Scheidsrechter: Óscar Ruiz (COL) |
| 2 april Vriendschappelijk № 447 «onderlinge duels» | Luis Quinteros 17' Claudio Pizarro 48' Claudio Pizarro 49' |       |       | Estadio Nacional, Lima Toeschouwers: 25.000 Scheidsrechter: Óscar Ruiz (COL) |

|                                                     |      |                     |          |                                                                                      |
| 30 april Vriendschappelijk № 448 «onderlinge duels» | Peru | 0 – 1               | Paraguay | Estadio Monumental "U", Lima Toeschouwers: 11.000 Scheidsrechter: Carlos López (COL) |
| 30 april Vriendschappelijk № 448 «onderlinge duels» |      | 73' Guido Alvarenga |          | Estadio Monumental "U", Lima Toeschouwers: 11.000 Scheidsrechter: Carlos López (COL) |

|                                                    |                                         |       |                                      |                                                                                       |
| 11 juni Vriendschappelijk № 449 «onderlinge duels» | Ecuador                                 | 2 – 2 | Peru                                 | Giants Stadium, East Rutherford Toeschouwers: 7.000 Scheidsrechter: Kevin Terry (USA) |
| 11 juni Vriendschappelijk № 449 «onderlinge duels» | Otilino Tenorio 27' Otilino Tenorio 74' |       | 42' Roberto Silva 52' Andrés Mendoza | Giants Stadium, East Rutherford Toeschouwers: 7.000 Scheidsrechter: Kevin Terry (USA) |

|                                                    |                     |       |           |                                                                                 |
| 26 juni Vriendschappelijk № 450 «onderlinge duels» | Peru                | 1 – 0 | Venezuela | Orange Bowl, Miami Toeschouwers: onbekend Scheidsrechter: Michael Kennedy (USA) |
| 26 juni Vriendschappelijk № 450 «onderlinge duels» | Alfredo Carmona 74' |       |           | Orange Bowl, Miami Toeschouwers: onbekend Scheidsrechter: Michael Kennedy (USA) |

|                                                   |                           |       |                                       |                                                                                     |
| 2 juli Vriendschappelijk № 451 «onderlinge duels» | Guatemala                 | 1 – 2 | Peru                                  | Qualcomm Stadium, San Diego Toeschouwers: onbekend Scheidsrechter: Brian Hall (USA) |
| 2 juli Vriendschappelijk № 451 «onderlinge duels» | Gonzalo Romero 82' (pen.) |       | 14' Roberto Silva 34' Carlos Orejuela | Qualcomm Stadium, San Diego Toeschouwers: onbekend Scheidsrechter: Brian Hall (USA) |

|                                                    |                                                              |       |                                                                            |                                                                                |
| 24 juli Vriendschappelijk № 452 «onderlinge duels» | Peru                                                         | 3 – 4 | Uruguay                                                                    | Estadio Nacional, Lima Toeschouwers: 12.500 Scheidsrechter: Manuel Garay (PER) |
| 24 juli Vriendschappelijk № 452 «onderlinge duels» | Jefferson Farfán 27' Manuel Marengo 46' Jefferson Farfán 56' |       | 11' Martín Liguera 50' Marcelo Sosa 73' Martín Liguera 79' Nicolás Vigneri | Estadio Nacional, Lima Toeschouwers: 12.500 Scheidsrechter: Manuel Garay (PER) |

|                                                    |                    |       |      |                                                                                         |
| 30 juli Vriendschappelijk № 453 «onderlinge duels» | Uruguay            | 1 – 0 | Peru | Estadio Centenario, Montevideo Toeschouwers: 6.800 Scheidsrechter: Gustavo Méndez (URU) |
| 30 juli Vriendschappelijk № 453 «onderlinge duels» | Martín Liguera 54' |       |      | Estadio Centenario, Montevideo Toeschouwers: 6.800 Scheidsrechter: Gustavo Méndez (URU) |

|                                                        |                      |       |                                                           |                                                                                         |
| 20 augustus Vriendschappelijk № 454 «onderlinge duels» | Mexico               | 1 – 3 | Peru                                                      | Giants Stadium, East Rutherford Toeschouwers: onbekend Scheidsrechter: Brian Hall (USA) |
| 20 augustus Vriendschappelijk № 454 «onderlinge duels» | Mariano Trujillo 54' |       | 1' Claudio Pizarro 31' Carlos Zegarra 33' Nolberto Solano | Giants Stadium, East Rutherford Toeschouwers: onbekend Scheidsrechter: Brian Hall (USA) |

|                                                        |      |       |           |                                                                                     |
| 27 augustus Vriendschappelijk № 455 «onderlinge duels» | Peru | 0 – 0 | Guatemala | Estadio Nacional, Lima Toeschouwers: onbekend Scheidsrechter: Guillermo Lecca (PER) |
| 27 augustus Vriendschappelijk № 455 «onderlinge duels» |      |       |           | Estadio Nacional, Lima Toeschouwers: onbekend Scheidsrechter: Guillermo Lecca (PER) |

|                                                                |                                                                            |       |                    |                                                                                   |
| 6 september WK-kwalificatie № 456 «onderlinge duels» 20:20 uur | Peru                                                                       | 4 – 1 | Paraguay           | Estadio Nacional, Lima Toeschouwers: 42.557 Scheidsrechter: Héctor Baldassi (ARG) |
| 6 september WK-kwalificatie № 456 «onderlinge duels» 20:20 uur | Nolberto Solano 34' Andrés Mendoza 42' Jorge Soto 83' Jefferson Farfán 90' |       | 24' Carlos Gamarra | Estadio Nacional, Lima Toeschouwers: 42.557 Scheidsrechter: Héctor Baldassi (ARG) |

|                                                            |                                            |       |                    |                                                                                      |
| 9 september WK-kwalificatie № 457 «onderlinge duels» 21:10 | Chili                                      | 2 – 1 | Peru               | Estadio Nacional, Santiago Toeschouwers: 54.303 Scheidsrechter: Daniel Giménez (ARG) |
| 9 september WK-kwalificatie № 457 «onderlinge duels» 21:10 | Mauricio Pinilla 35' Arturo Norambuena 70' |       | 57' Andrés Mendoza | Estadio Nacional, Santiago Toeschouwers: 54.303 Scheidsrechter: Daniel Giménez (ARG) |

|                                                                |                     |       |             |                                                                                    |
| 16 november WK-kwalificatie № 458 «onderlinge duels» 16:00 uur | Peru                | 1 – 1 | Brazilië    | Estadio Monumental "U", Lima Toeschouwers: 70.000 Scheidsrechter: Óscar Ruiz (COL) |
| 16 november WK-kwalificatie № 458 «onderlinge duels» 16:00 uur | Nolberto Solano 50' |       | 20' Rivaldo | Estadio Monumental "U", Lima Toeschouwers: 70.000 Scheidsrechter: Óscar Ruiz (COL) |

|                                                                |         |       |      |                                                                                                |
| 19 november WK-kwalificatie № 459 «onderlinge duels» 17:00 uur | Ecuador | 0 – 0 | Peru | Estadio Olímpico Atahualpa, Quito Toeschouwers: 34.361 Scheidsrechter: Epifanio González (PAR) |
| 19 november WK-kwalificatie № 459 «onderlinge duels» 17:00 uur |         |       |      | Estadio Olímpico Atahualpa, Quito Toeschouwers: 34.361 Scheidsrechter: Epifanio González (PAR) |

### 2004
|                                                        |                                        |       |                     | |
| 18 februari Vriendschappelijk № 460 «onderlinge duels» | Spanje                                 | 2 – 1 | Peru                | Estadi Olímpic Lluís Companys, Barcelona Toeschouwers: 23.580 Scheidsrechter: Bertrand Layec (FRA) |
| 18 februari Vriendschappelijk № 460 «onderlinge duels» | Joseba Etxeberria 31' Rubén Baraja 33' |       | 21' Nolberto Solano | Estadi Olímpic Lluís Companys, Barcelona Toeschouwers: 23.580 Scheidsrechter: Bertrand Layec (FRA) |

|                                                             |      |                                        |          |                                                                                  |
| 31 maart WK-kwalificatie № 461 «onderlinge duels» 21:45 uur | Peru | 0 – 2                                  | Colombia | Estadio Nacional, Lima Toeschouwers: 29.325 Scheidsrechter: Márcio Rezende (BRA) |
| 31 maart WK-kwalificatie № 461 «onderlinge duels» 21:45 uur |      | 30' Freddy Grisales 42' Frankie Oviedo |          | Estadio Nacional, Lima Toeschouwers: 29.325 Scheidsrechter: Márcio Rezende (BRA) |

|                                                     |                  |       |                     |                                                                                          |
| 28 april Vriendschappelijk № 462 «onderlinge duels» | Chili            | 1 – 1 | Peru                | Estadio Regional, Antofagasta Toeschouwers: 23.000 Scheidsrechter: Carlos Amarilla (PAR) |
| 28 april Vriendschappelijk № 462 «onderlinge duels» | Luis Fuentes 57' |       | 90+1' Israel Zúñiga | Estadio Regional, Antofagasta Toeschouwers: 23.000 Scheidsrechter: Carlos Amarilla (PAR) |

|                                                           |                  |       |                                                              |                                                                                        |
| 1 juni WK-kwalificatie № 463 «onderlinge duels» 19:45 uur | Uruguay          | 1 – 3 | Peru                                                         | Estadio Centenario, Montevideo Toeschouwers: 23.329 Scheidsrechter: Rubén Selman (CHI) |
| 1 juni WK-kwalificatie № 463 «onderlinge duels» 19:45 uur | Diego Forlán 72' |       | 13' Nolberto Solano 19' Claudio Pizarro 62' Jefferson Farfán | Estadio Centenario, Montevideo Toeschouwers: 23.329 Scheidsrechter: Rubén Selman (CHI) |

|                                                           |      |       |           |                                                                                   |
| 6 juni WK-kwalificatie № 464 «onderlinge duels» 15:00 uur | Peru | 0 – 0 | Venezuela | Estadio Nacional, Lima Toeschouwers: 40.000 Scheidsrechter: Jorge Larrionda (URU) |
| 6 juni WK-kwalificatie № 464 «onderlinge duels» 15:00 uur |      |       |           | Estadio Nacional, Lima Toeschouwers: 40.000 Scheidsrechter: Jorge Larrionda (URU) |

|                                                    |                                                 |       |                            |                                                                                        |
| 30 juni Vriendschappelijk № 465 «onderlinge duels» | Argentinië                                      | 2 – 1 | Peru                       | Giants Stadium, East Rutherford Toeschouwers: 41.013 Scheidsrechter: Kevin Stott (USA) |
| 30 juni Vriendschappelijk № 465 «onderlinge duels» | Cristian González 25' (pen.) Javier Saviola 72' |       | 36' (pen.) Nolberto Solano | Giants Stadium, East Rutherford Toeschouwers: 41.013 Scheidsrechter: Kevin Stott (USA) |

| Copa América |
| ------------ |

|                                                      |                                                 |       |                                       |                                                                                   |
| 6 juli Copa América Groep A № 466 «onderlinge duels» | Peru                                            | 2 – 2 | Bolivia                               | Estadio Nacional, Lima Toeschouwers: 45.000 Scheidsrechter: Héctor Baldassi (ARG) |
| 6 juli Copa América Groep A № 466 «onderlinge duels» | Claudio Pizarro 67' (pen.) Roberto Palacios 86' |       | 35' Joaquín Botero 57' Lorgio Álvarez | Estadio Nacional, Lima Toeschouwers: 45.000 Scheidsrechter: Héctor Baldassi (ARG) |

|                                                      |                                                                |       |                       |                                                                                |
| 9 juli Copa América Groep A № 467 «onderlinge duels» | Peru                                                           | 3 – 1 | Venezuela             | Estadio Nacional, Lima Toeschouwers: 42.000 Scheidsrechter: Rubén Selman (CHI) |
| 9 juli Copa América Groep A № 467 «onderlinge duels» | Jefferson Farfán 34' Nolberto Solano 61' Santiago Acasiete 72' |       | 74' Massimo Margiotta | Estadio Nacional, Lima Toeschouwers: 42.000 Scheidsrechter: Rubén Selman (CHI) |

|                                                       |                                        |       |                                  |                                                                                      |
| 12 juli Copa América Groep A № 468 «onderlinge duels» | Peru                                   | 2 – 2 | Colombia                         | Estadio Mansiche, Trujillo Toeschouwers: 25.000 Scheidsrechter: William Mattus (CRC) |
| 12 juli Copa América Groep A № 468 «onderlinge duels» | Nolberto Solano 58' Flavio Maestri 60' |       | 33' Edwin Congo 53' Abel Aguilar | Estadio Mansiche, Trujillo Toeschouwers: 25.000 Scheidsrechter: William Mattus (CRC) |

|                                                           |      |                  |            |                                                                                            |
| 17 juli Copa América Kwartfinale № 469 «onderlinge duels» | Peru | 0 – 1            | Argentinië | Estadio Elías Aguirre, Chiclayo Toeschouwers: 25.000 Scheidsrechter: Carlos Amarilla (PAR) |
| 17 juli Copa América Kwartfinale № 469 «onderlinge duels» |      | 60' Carlos Tévez |            | Estadio Elías Aguirre, Chiclayo Toeschouwers: 25.000 Scheidsrechter: Carlos Amarilla (PAR) |

|  |  |  |  |  |  |  |  |  |

|                                                                |                |       |                                                                 |                                                                                      |
| 4 september WK-kwalificatie № 470 «onderlinge duels» 19:00 uur | Peru           | 1 – 3 | Argentinië                                                      | Estadio Monumental "U", Lima Toeschouwers: 28.000 Scheidsrechter: Carlos Simon (BRA) |
| 4 september WK-kwalificatie № 470 «onderlinge duels» 19:00 uur | Jorge Soto 62' |       | 14' Mauro Rosales 66' Fabricio Coloccini 90+2' Juan Pablo Sorín | Estadio Monumental "U", Lima Toeschouwers: 28.000 Scheidsrechter: Carlos Simon (BRA) |

|                                                              |                    |       |      |                                                                                            |
| 9 oktober WK-kwalificatie № 471 «onderlinge duels» 16:00 uur | Bolivia            | 1 – 0 | Peru | Estadio Hernando Siles, La Paz Toeschouwers: 23.729 Scheidsrechter: Mauricio Reinoso (ECU) |
| 9 oktober WK-kwalificatie № 471 «onderlinge duels» 16:00 uur | Joaquín Botero 56' |       |      | Estadio Hernando Siles, La Paz Toeschouwers: 23.729 Scheidsrechter: Mauricio Reinoso (ECU) |

|                                                               |                    |       |                     |                                                                                              |
| 13 oktober WK-kwalificatie № 472 «onderlinge duels» 17:00 uur | Paraguay           | 1 – 1 | Peru                | Estadio Defensores del Chaco, Asunción Toeschouwers: 30.000 Scheidsrechter: Óscar Ruiz (COL) |
| 13 oktober WK-kwalificatie № 472 «onderlinge duels» 17:00 uur | Carlos Paredes 13' |       | 74' Nolberto Solano | Estadio Defensores del Chaco, Asunción Toeschouwers: 30.000 Scheidsrechter: Óscar Ruiz (COL) |

|                                                                |                                         |       |                          |                                                                                             |
| 17 november WK-kwalificatie № 473 «onderlinge duels» 20:00 uur | Peru                                    | 2 – 1 | Chili                    | Estadio Nacional José Díaz, Lima Toeschouwers: 39.752 Scheidsrechter: Héctor Baldassi (ARG) |
| 17 november WK-kwalificatie № 473 «onderlinge duels» 20:00 uur | Jefferson Farfán 56' Paolo Guerrero 86' |       | 90+1' Sebastián González | Estadio Nacional José Díaz, Lima Toeschouwers: 39.752 Scheidsrechter: Héctor Baldassi (ARG) |

### 2005
|                                                             |          |       |      |                                                                                           |
| 27 maart WK-kwalificatie № 474 «onderlinge duels» 16:00 uur | Brazilië | 1 – 0 | Peru | Estádio Serra Dourada, Goiânia Toeschouwers: 49.163 Scheidsrechter: Carlos Amarilla (PAR) |
| 27 maart WK-kwalificatie № 474 «onderlinge duels» 16:00 uur | Kaká 74' |       |      | Estádio Serra Dourada, Goiânia Toeschouwers: 49.163 Scheidsrechter: Carlos Amarilla (PAR) |

|                                                   |                                        |       |                                        |                                                                                  |
| 30 maart WK-kwalificatie № 475 «onderlinge duels» | Peru                                   | 2 – 2 | Ecuador                                | Estadio Nacional, Lima Toeschouwers: 40.000 Scheidsrechter: Carlos Chandía (CHI) |
| 30 maart WK-kwalificatie № 475 «onderlinge duels» | Paolo Guerrero 1' Jefferson Farfán 58' |       | 4' Ulises de la Cruz 45' Luis Valencia | Estadio Nacional, Lima Toeschouwers: 40.000 Scheidsrechter: Carlos Chandía (CHI) |

|                                           |       |                        |      |                                                                        |
| 22 mei Kirin Cup № 476 «onderlinge duels» | Japan | 0 – 1                  | Peru | Niigata Stadion, Niigata Toeschouwers: 39.856 Scheidsrechter: onbekend |
| 22 mei Kirin Cup № 476 «onderlinge duels» |       | 90+2' Gustavo Vassallo |      | Niigata Stadion, Niigata Toeschouwers: 39.856 Scheidsrechter: onbekend |

|                                           |             |       |      |                                                                     |
| 24 mei Kirin Cup № 477 «onderlinge duels» | VA Emiraten | 0 – 0 | Peru | Toyota Stadion, Toyota Toeschouwers: 6.536 Scheidsrechter: onbekend |
| 24 mei Kirin Cup № 477 «onderlinge duels» |             |       |      | Toyota Stadion, Toyota Toeschouwers: 6.536 Scheidsrechter: onbekend |

|                                                           |                                                                                             |       |      |                                                                                              |
| 4 juni WK-kwalificatie № 478 «onderlinge duels» 15:00 uur | Colombia                                                                                    | 5 – 0 | Peru | Estadio Metropolitano, Barranquilla Toeschouwers: 15.000 Scheidsrechter: Carlos Torres (PAR) |
| 4 juni WK-kwalificatie № 478 «onderlinge duels» 15:00 uur | Luis Gabriel Rey 29' Elkin Soto 55' Juan Pablo Ángel 58' John Restrepo 75' Edixon Perea 78' |       |      | Estadio Metropolitano, Barranquilla Toeschouwers: 15.000 Scheidsrechter: Carlos Torres (PAR) |

|                                                           |      |       |         |                                                                                   |
| 7 juni WK-kwalificatie № 479 «onderlinge duels» 20:00 uur | Peru | 0 – 0 | Uruguay | Estadio Nacional, Lima Toeschouwers: 31.515 Scheidsrechter: Héctor Baldassi (ARG) |
| 7 juni WK-kwalificatie № 479 «onderlinge duels» 20:00 uur |      |       |         | Estadio Nacional, Lima Toeschouwers: 31.515 Scheidsrechter: Héctor Baldassi (ARG) |

|                                                        |                                                           |       |                  |                                                                                    |
| 17 augustus Vriendschappelijk № 480 «onderlinge duels» | Peru                                                      | 3 – 1 | Chili            | Estadio José Basadre, Tacna Toeschouwers: 15.000 Scheidsrechter: René Ortubé (BOL) |
| 17 augustus Vriendschappelijk № 480 «onderlinge duels» | Walter Vílchez 28' Paolo Guerrero 59' Miguel Villalta 63' |       | 37' Luis Fuentes | Estadio José Basadre, Tacna Toeschouwers: 15.000 Scheidsrechter: René Ortubé (BOL) |

|                                                                |                                                                               |       |                      |                                                                                                   |
| 3 september WK-kwalificatie № 481 «onderlinge duels» 19:00 uur | Venezuela                                                                     | 4 – 1 | Peru                 | Estadio José Pachencho Romero, Maracaibo Toeschouwers: 6.000 Scheidsrechter: Márcio Rezende (BRA) |
| 3 september WK-kwalificatie № 481 «onderlinge duels» 19:00 uur | Giancarlo Maldonado 17' Juan Arango 68' José Torrealba 73' José Torrealba 79' |       | 63' Jefferson Farfán | Estadio José Pachencho Romero, Maracaibo Toeschouwers: 6.000 Scheidsrechter: Márcio Rezende (BRA) |

|                                                              |                                                          |       |      |                                                                                           |
| 9 oktober WK-kwalificatie № 482 «onderlinge duels» 19:10 uur | Argentinië                                               | 2 – 0 | Peru | Estadio Monumental, Buenos Aires Toeschouwers: 36.977 Scheidsrechter: Carlos Torres (PAR) |
| 9 oktober WK-kwalificatie № 482 «onderlinge duels» 19:10 uur | Juan Román Riquelme 81' (pen.) Luis Guadalupe 90' (e.d.) |       |      | Estadio Monumental, Buenos Aires Toeschouwers: 36.977 Scheidsrechter: Carlos Torres (PAR) |

|                                                               |                                                                                      |       |                       |                                                                                        |
| 12 oktober WK-kwalificatie № 483 «onderlinge duels» 20:00 uur | Peru                                                                                 | 4 – 1 | Bolivia               | Estadio Jorge Basadre, Tacna Toeschouwers: 14.774 Scheidsrechter: Óscar Sequeira (ARG) |
| 12 oktober WK-kwalificatie № 483 «onderlinge duels» 20:00 uur | Gustavo Vassallo 11' Santiago Acasiete 38' Jefferson Farfán 45' Jefferson Farfán 82' |       | 66' Limberg Gutiérrez | Estadio Jorge Basadre, Tacna Toeschouwers: 14.774 Scheidsrechter: Óscar Sequeira (ARG) |

### 2006
|                                                   |                    |       |                     | |
| 10 mei Vriendschappelijk № 484 «onderlinge duels» | Trinidad en Tobago | 1 – 1 | Peru                | Hasely Crawford Stadium, Port of Spain Toeschouwers: 20.000 Scheidsrechter: Peter Prendergast (JAM) |
| 10 mei Vriendschappelijk № 484 «onderlinge duels» | Kenwyne Jones 74'  |       | 31' Gustavo Vasallo | Hasely Crawford Stadium, Port of Spain Toeschouwers: 20.000 Scheidsrechter: Peter Prendergast (JAM) |

|                                                        |      |                                        |        |                                                                               |
| 16 augustus Vriendschappelijk № 485 «onderlinge duels» | Peru | 0 – 2                                  | Panama | Estadio Nacional, Lima Toeschouwers: 1.000 Scheidsrechter: Manuel Garay (PER) |
| 16 augustus Vriendschappelijk № 485 «onderlinge duels» |      | 20' Ricardo Phillips 86' Gabriel Gómez |        | Estadio Nacional, Lima Toeschouwers: 1.000 Scheidsrechter: Manuel Garay (PER) |

|                                                        |                      |       |                    |                                                                                         |
| 6 september Vriendschappelijk № 486 «onderlinge duels» | Ecuador              | 1 – 1 | Peru               | Giants Stadium, East Rutherford Toeschouwers: 20.566 Scheidsrechter: Terry Vaughn (USA) |
| 6 september Vriendschappelijk № 486 «onderlinge duels» | Cristian Benítez 14' |       | 75' Paolo Guerrero | Giants Stadium, East Rutherford Toeschouwers: 20.566 Scheidsrechter: Terry Vaughn (USA) |

|                                                      |                                                              |       |                                       |                                                                                          |
| 7 oktober Copa del Pacífico № 487 «onderlinge duels» | Chili                                                        | 3 – 2 | Peru                                  | Estadio Sausalito, Viña del Mar Toeschouwers: 20.000 Scheidsrechter: Olivier Viera (URU) |
| 7 oktober Copa del Pacífico № 487 «onderlinge duels» | Matías Fernández 28' Matías Fernández 49' Reinaldo Navia 70' |       | 8' Paolo Guerrero 84' Claudio Pizarro | Estadio Sausalito, Viña del Mar Toeschouwers: 20.000 Scheidsrechter: Olivier Viera (URU) |

|                                                       |      |                    |       |                                                                                    |
| 11 oktober Copa del Pacífico № 488 «onderlinge duels» | Peru | 0 – 1              | Chili | Estadio José Basadre, Tacna Toeschouwers: 12.000 Scheidsrechter: Samuel Haro (ECU) |
| 11 oktober Copa del Pacífico № 488 «onderlinge duels» |      | 24' Reinaldo Navia |       | Estadio José Basadre, Tacna Toeschouwers: 12.000 Scheidsrechter: Samuel Haro (ECU) |

|                                                        |                         |       |                       |                                                                            |
| 15 november Vriendschappelijk № 489 «onderlinge duels» | Jamaica                 | 1 – 1 | Peru                  | National Stadium, Kingston Toeschouwers: onbekend Scheidsrechter: onbekend |
| 15 november Vriendschappelijk № 489 «onderlinge duels» | Jermaine Hue 78' (pen.) |       | 64' Alexander Sánchez | National Stadium, Kingston Toeschouwers: onbekend Scheidsrechter: onbekend |

|                                                        |                        |       |                                  |                                                                                                  |
| 19 november Vriendschappelijk № 490 «onderlinge duels» | Panama                 | 1 – 2 | Peru                             | Estadio Rommel Fernández, Panama-Stad Toeschouwers: onbekend Scheidsrechter: Rolando Vidal (PAN) |
| 19 november Vriendschappelijk № 490 «onderlinge duels» | Luis Tejada 38' (pen.) |       | 41' Miguel Mostto 80' Piero Alva | Estadio Rommel Fernández, Panama-Stad Toeschouwers: onbekend Scheidsrechter: Rolando Vidal (PAN) |

### 2007
|                                                     |                                         |       |      |                                                                                  |
| 24 maart Vriendschappelijk № 491 «onderlinge duels» | Japan                                   | 2 – 0 | Peru | Nissan Stadion, Yokohama Toeschouwers: 60.400 Scheidsrechter: Angelo Nardi (AUS) |
| 24 maart Vriendschappelijk № 491 «onderlinge duels» | Seiichiro Maki 18' Naohiro Takahara 54' |       |      | Nissan Stadion, Yokohama Toeschouwers: 60.400 Scheidsrechter: Angelo Nardi (AUS) |

|                                                             |                           |       |                                                  |                                                                                               |
| 3 juni Vriendschappelijk № 492 «onderlinge duels» 19:00 uur | Ecuador                   | 1 – 2 | Peru                                             | Estadio Vicente Calderón, Madrid Toeschouwers: 25.000 Scheidsrechter: Hugo López Puerta (ESP) |
| 3 juni Vriendschappelijk № 492 «onderlinge duels» 19:00 uur | Carlos Tenorio 10' (pen.) |       | 4' Jefferson Farfán 51' (e.d.) Ulises de la Cruz | Estadio Vicente Calderón, Madrid Toeschouwers: 25.000 Scheidsrechter: Hugo López Puerta (ESP) |

|                                                             |                                              |       |      |                                                                                 |
| 6 juni Vriendschappelijk № 493 «onderlinge duels» 21:00 uur | Ecuador                                      | 2 – 0 | Peru | Mini Estadi, Barcelona Toeschouwers: 20.000 Scheidsrechter: Felipe Crespo (ESP) |
| 6 juni Vriendschappelijk № 493 «onderlinge duels» 21:00 uur | Cristian Benítez 83' Ulises de la Cruz 90+3' |       |      | Mini Estadi, Barcelona Toeschouwers: 20.000 Scheidsrechter: Felipe Crespo (ESP) |

| Copa América |
| ------------ |

|                                                                 |         |                                                                    |      | |
| 26 juni Copa América Groep A № 494 «onderlinge duels» 18:05 uur | Uruguay | 0 – 3                                                              | Peru | Estadio Metropolitano de Mérida, Mérida Toeschouwers: 23.000 Scheidsrechter: Carlos Amarilla (PAR) |
| 26 juni Copa América Groep A № 494 «onderlinge duels» 18:05 uur |         | 27' Miguel Villalta 70' Juan Carlos Mariño 88' José Paolo Guerrero |      | Estadio Metropolitano de Mérida, Mérida Toeschouwers: 23.000 Scheidsrechter: Carlos Amarilla (PAR) |

|                                                                 |                                            |       |      |                                                                                                  |
| 30 juni Copa América Groep A № 495 «onderlinge duels» 18:20 uur | Venezuela                                  | 2 – 0 | Peru | Estadio Polideportivo, San Cristóbal Toeschouwers: 40.000 Scheidsrechter: Benito Archundia (MEX) |
| 30 juni Copa América Groep A № 495 «onderlinge duels» 18:20 uur | Alejandro Cichero 48' Daniel Arismendi 79' |       |      | Estadio Polideportivo, San Cristóbal Toeschouwers: 40.000 Scheidsrechter: Benito Archundia (MEX) |

|                                                                |                                         |       |                                    |                                                                                                   |
| 3 juli Copa América Groep A № 496 «onderlinge duels» 18:35 uur | Peru                                    | 2 – 2 | Bolivia                            | Estadio Metropolitano de Mérida, Mérida Toeschouwers: 42.000 Scheidsrechter: Carlos Chandía (CHI) |
| 3 juli Copa América Groep A № 496 «onderlinge duels» 18:35 uur | Claudio Pizarro 34' Claudio Pizarro 85' |       | 24' Jaime Moreno 60' Ronald Raldes | Estadio Metropolitano de Mérida, Mérida Toeschouwers: 42.000 Scheidsrechter: Carlos Chandía (CHI) |

|                                                                    |                                                                                        |       |      |                                                                                             |
| 8 juli Copa América Kwartfinale № 497 «onderlinge duels» 18:50 uur | Argentinië                                                                             | 4 – 0 | Peru | Estadio Metropolitano, Barquisimeto Toeschouwers: 38.800 Scheidsrechter: Carlos Simon (BRA) |
| 8 juli Copa América Kwartfinale № 497 «onderlinge duels» 18:50 uur | Juan Román Riquelme 47' Lionel Messi 61' Javier Mascherano 75' Juan Román Riquelme 85' |       |      | Estadio Metropolitano, Barquisimeto Toeschouwers: 38.800 Scheidsrechter: Carlos Simon (BRA) |

|  |  |  |  |  |  |  |  |  |

|                                                                  |                |       |                  |                                                                                            |
| 22 augustus Vriendschappelijk № 498 «onderlinge duels» 21:00 uur | Costa Rica     | 1 – 1 | Peru             | Estadio Ricardo Saprissa, San José Toeschouwers: 15.000 Scheidsrechter: Vinicio Mena (CRC) |
| 22 augustus Vriendschappelijk № 498 «onderlinge duels» 21:00 uur | Óscar Rojas 7' |       | 58' Pedro García | Estadio Ricardo Saprissa, San José Toeschouwers: 15.000 Scheidsrechter: Vinicio Mena (CRC) |

|                                                        |                                       |       |                                       |                                                                               |
| 8 september Vriendschappelijk № 499 «onderlinge duels» | Peru                                  | 2 – 2 | Colombia                              | Estadio Nacional, Lima Toeschouwers: 50.000 Scheidsrechter: José Carpio (ECU) |
| 8 september Vriendschappelijk № 499 «onderlinge duels» | Paolo Guerrero 49' Paolo Guerrero 90' |       | 32' Wason Rentería 74' Radamel Falcao | Estadio Nacional, Lima Toeschouwers: 50.000 Scheidsrechter: José Carpio (ECU) |

|                                                                   |                                                |       |         |                                                                                       |
| 12 september Vriendschappelijk № 500 «onderlinge duels» 20:00 uur | Peru                                           | 2 – 0 | Bolivia | Estadio Monumental "U", Lima Toeschouwers: 20.000 Scheidsrechter: Víctor Rivera (PER) |
| 12 september Vriendschappelijk № 500 «onderlinge duels» 20:00 uur | Juan Manuel Vargas 15' José Paolo Guerrero 35' |       |         | Estadio Monumental "U", Lima Toeschouwers: 20.000 Scheidsrechter: Víctor Rivera (PER) |

|                                                               |      |       |          |                                                                                      |
| 13 oktober WK-kwalificatie № 501 «onderlinge duels» 20:00 uur | Peru | 0 – 0 | Paraguay | Estadio Monumental "U", Lima Toeschouwers: 50.000 Scheidsrechter: Carlos Simon (BRA) |
| 13 oktober WK-kwalificatie № 501 «onderlinge duels» 20:00 uur |      |       |          | Estadio Monumental "U", Lima Toeschouwers: 50.000 Scheidsrechter: Carlos Simon (BRA) |

|                                                     |                                         |       |      |                                                                                  |
| 17 oktober WK-kwalificatie № 502 «onderlinge duels» | Chili                                   | 2 – 0 | Peru | Estadio Nacional, Santiago Toeschouwers: 58.000 Scheidsrechter: Óscar Ruiz (COL) |
| 17 oktober WK-kwalificatie № 502 «onderlinge duels» | Humberto Suazo 11' Matías Fernández 52' |       |      | Estadio Nacional, Santiago Toeschouwers: 58.000 Scheidsrechter: Óscar Ruiz (COL) |

|                                                                |                        |       |          |                                                                                       |
| 17 november WK-kwalificatie № 503 «onderlinge duels» 16:10 uur | Peru                   | 1 – 1 | Brazilië | Estadio Monumental "U", Lima Toeschouwers: 45.847 Scheidsrechter: Carlos Torres (PAR) |
| 17 november WK-kwalificatie № 503 «onderlinge duels» 16:10 uur | Juan Manuel Vargas 72' |       | 41' Kaká | Estadio Monumental "U", Lima Toeschouwers: 45.847 Scheidsrechter: Carlos Torres (PAR) |

|                                                                |                                                                                         |       |                    |                                                                                             |
| 21 november WK-kwalificatie № 504 «onderlinge duels» 16:30 uur | Ecuador                                                                                 | 5 – 1 | Peru               | Estadio Olímpico Atahualpa, Quito Toeschouwers: 28.557 Scheidsrechter: Carlos Chandía (CHI) |
| 21 november WK-kwalificatie № 504 «onderlinge duels» 16:30 uur | Walter Ayoví 10' Iván Kaviedes 24' Edison Méndez 44' Walter Ayoví 48' Edison Méndez 62' |       | 86' Andrés Mendoza | Estadio Olímpico Atahualpa, Quito Toeschouwers: 28.557 Scheidsrechter: Carlos Chandía (CHI) |

### 2008
|                                                       |                                      |       |                  |                                                                                |
| 6 februari Vriendschappelijk № 505 «onderlinge duels» | Bolivia                              | 2 – 1 | Peru             | Estadio Hernando Siles, La Paz Toeschouwers: onbekend Scheidsrechter: onbekend |
| 6 februari Vriendschappelijk № 505 «onderlinge duels» | Ricardo Pedriel 65' Leonel Reyes 88' |       | 70' Pedro García | Estadio Hernando Siles, La Paz Toeschouwers: onbekend Scheidsrechter: onbekend |

|                                                     |                                                           |       |                       |                                                                                            |
| 26 maart Vriendschappelijk № 506 «onderlinge duels» | Peru                                                      | 3 – 1 | Costa Rica            | Estadio Max Augustín, Iquitos Toeschouwers: onbekend Scheidsrechter: Georges Buckley (PER) |
| 26 maart Vriendschappelijk № 506 «onderlinge duels» | Hernán Rengifo 31' Carlos Zambrano 46' Martín Hidalgo 50' |       | 37' Alejandro Alpízar | Estadio Max Augustín, Iquitos Toeschouwers: onbekend Scheidsrechter: Georges Buckley (PER) |

|                                                   |                                      |       |                         |                                                                                                |
| 31 mei Vriendschappelijk № 507 «onderlinge duels» | Spanje                               | 2 – 1 | Peru                    | Estadio Nuevo Colombino, Huelva Toeschouwers: 17.500 Scheidsrechter: Dimitar Meckarovski (MKD) |
| 31 mei Vriendschappelijk № 507 «onderlinge duels» | David Villa 38' Joan Capdevila 90+2' |       | 74' José Paolo Guerrero | Estadio Nuevo Colombino, Huelva Toeschouwers: 17.500 Scheidsrechter: Dimitar Meckarovski (MKD) |

|                                                   |                                                                       |       |      |                                                                               |
| 9 juni Vriendschappelijk № 508 «onderlinge duels» | Mexico                                                                | 4 – 0 | Peru | Soldier Field, Chicago Toeschouwers: 33.068 Scheidsrechter: Mark Geiger (USA) |
| 9 juni Vriendschappelijk № 508 «onderlinge duels» | Fernando Arce 5' Andrés Guardado 8' Carlos Vela 20' Fernando Arce 28' |       |      | Soldier Field, Chicago Toeschouwers: 33.068 Scheidsrechter: Mark Geiger (USA) |

|                                                            |                        |       |                   |                                                                                   |
| 14 juni WK-kwalificatie № 509 «onderlinge duels» 20:00 uur | Peru                   | 1 – 1 | Colombia          | Estadio Monumental, Lima Toeschouwers: 25.000 Scheidsrechter: Carlos Torres (PAR) |
| 14 juni WK-kwalificatie № 509 «onderlinge duels» 20:00 uur | Juan Carlos Mariño 40' |       | 8' Hugo Rodallega | Estadio Monumental, Lima Toeschouwers: 25.000 Scheidsrechter: Carlos Torres (PAR) |

|                                                            | |       |      |                                                                                      |
| 17 juni WK-kwalificatie № 510 «onderlinge duels» 19:00 uur | Uruguay | 6 – 0 | Peru | Estadio Centenario, Montevideo Toeschouwers: 20.016 Scheidsrechter: Pablo Pozo (CHI) |
| 17 juni WK-kwalificatie № 510 «onderlinge duels» 19:00 uur | Diego Forlán 8' Diego Forlán 37' (pen.) Diego Forlán 56' Carlos Bueno 61' Carlos Bueno 69' Sebastián Abreu 90' |       |      | Estadio Centenario, Montevideo Toeschouwers: 20.016 Scheidsrechter: Pablo Pozo (CHI) |

|                                                                |                |       |           |                                                                                         |
| 6 september WK-kwalificatie № 511 «onderlinge duels» 20:30 uur | Peru           | 1 – 0 | Venezuela | Estadio Monumental "U", Lima Toeschouwers: 25.500 Scheidsrechter: Óscar Maldonado (BOL) |
| 6 september WK-kwalificatie № 511 «onderlinge duels» 20:30 uur | Piero Alva 39' |       |           | Estadio Monumental "U", Lima Toeschouwers: 25.500 Scheidsrechter: Óscar Maldonado (BOL) |

|                                                                 |                  |       |                       |                                                                                         |
| 10 september WK-kwalificatie № 512 «onderlinge duels» 21:30 uur | Peru             | 1 – 1 | Argentinië            | Estadio Monumental "U", Lima Toeschouwers: 40.000 Scheidsrechter: Carlos Amarilla (PAR) |
| 10 september WK-kwalificatie № 512 «onderlinge duels» 21:30 uur | Johan Fano 90+3' |       | 82' Esteban Cambiasso | Estadio Monumental "U", Lima Toeschouwers: 40.000 Scheidsrechter: Carlos Amarilla (PAR) |

|                                                               |                                                        |       |      |                                                                                             |
| 11 oktober WK-kwalificatie № 513 «onderlinge duels» 15:00 uur | Bolivia                                                | 3 – 0 | Peru | Estadio Hernando Siles, La Paz Toeschouwers: 23.147 Scheidsrechter: Hernando Buitrago (COL) |
| 11 oktober WK-kwalificatie № 513 «onderlinge duels» 15:00 uur | Joaquín Botero 4' Joaquín Botero 16' Ronald García 81' |       |      | Estadio Hernando Siles, La Paz Toeschouwers: 23.147 Scheidsrechter: Hernando Buitrago (COL) |

|                                                               |                   |       |      |                                                                                                   |
| 15 oktober WK-kwalificatie № 514 «onderlinge duels» 17:10 uur | Paraguay          | 1 – 0 | Peru | Estadio Defensores del Chaco, Asunción Toeschouwers: 31.545 Scheidsrechter: Sálvio Fagundes (BRA) |
| 15 oktober WK-kwalificatie № 514 «onderlinge duels» 17:10 uur | Óscar Cardozo 81' |       |      | Estadio Defensores del Chaco, Asunción Toeschouwers: 31.545 Scheidsrechter: Sálvio Fagundes (BRA) |

### 2009
|                                                       |                  |       |      |                                |
| 6 februari Vriendschappelijk № 515 «onderlinge duels» | El Salvador      | 1 – 0 | Peru | Memorial Coliseum, Los Angeles |
| 6 februari Vriendschappelijk № 515 «onderlinge duels» | Osael Romero 24' |       |      | Memorial Coliseum, Los Angeles |

|                                                        |      |                      |          |                                                                                                 |
| 11 februari Vriendschappelijk № 516 «onderlinge duels» | Peru | 0 – 1                | Paraguay | Estadio Alejandro Villanueva, Lima Toeschouwers: onbekend Scheidsrechter: Georges Buckley (PER) |
| 11 februari Vriendschappelijk № 516 «onderlinge duels» |      | 19' Cristian Riveros |          | Estadio Alejandro Villanueva, Lima Toeschouwers: onbekend Scheidsrechter: Georges Buckley (PER) |

|                                                   |                |       |                                                                  |                                                                                         |
| 29 maart WK-kwalificatie № 517 «onderlinge duels» | Peru           | 1 – 3 | Chili                                                            | Estadio Monumental "U", Lima Toeschouwers: 48.700 Scheidsrechter: Carlos Amarilla (PAR) |
| 29 maart WK-kwalificatie № 517 «onderlinge duels» | Johan Fano 34' |       | 2' Alexis Sánchez 32' (pen.) Humberto Suazo 70' Matías Fernández | Estadio Monumental "U", Lima Toeschouwers: 48.700 Scheidsrechter: Carlos Amarilla (PAR) |

|                                                            |                                                          |       |      |                                                                                            |
| 1 april WK-kwalificatie № 518 «onderlinge duels» 20:10 uur | Brazilië                                                 | 3 – 0 | Peru | Estádio Beira-Rio, Porto Alegre Toeschouwers: 55.000 Scheidsrechter: Sergio Pezzotta (ARG) |
| 1 april WK-kwalificatie № 518 «onderlinge duels» 20:10 uur | Luis Fabiano 18' (pen.) Luis Fabiano 27' Felipe Melo 63' |       |      | Estádio Beira-Rio, Porto Alegre Toeschouwers: 55.000 Scheidsrechter: Sergio Pezzotta (ARG) |

|                                                           |                        |       |                                          |                                                                                       |
| 7 juni WK-kwalificatie № 519 «onderlinge duels» 15:30 uur | Peru                   | 1 – 2 | Ecuador                                  | Estadio Monumental "U", Lima Toeschouwers: 17.050 Scheidsrechter: Carlos Torres (PAR) |
| 7 juni WK-kwalificatie № 519 «onderlinge duels» 15:30 uur | Juan Manuel Vargas 52' |       | 38' Jefferson Montero 58' Carlos Tenorio | Estadio Monumental "U", Lima Toeschouwers: 17.050 Scheidsrechter: Carlos Torres (PAR) |

|                                                            |                    |       |      |                                                                                             |
| 10 juni WK-kwalificatie № 520 «onderlinge duels» 18:00 uur | Colombia           | 1 – 0 | Peru | Estadio Atanasio Girardot, Medellín Toeschouwers: 32.300 Scheidsrechter: Carlos Simon (BRA) |
| 10 juni WK-kwalificatie № 520 «onderlinge duels» 18:00 uur | Radamel Falcao 25' |       |      | Estadio Atanasio Girardot, Medellín Toeschouwers: 32.300 Scheidsrechter: Carlos Simon (BRA) |

|                                                      |                    |       |         |                                                                                        |
| 5 september WK-kwalificatie № 521 «onderlinge duels» | Peru               | 1 – 0 | Uruguay | Estadio Monumental "U", Lima Toeschouwers: 15.000 Scheidsrechter: Carlos Chandía (CHI) |
| 5 september WK-kwalificatie № 521 «onderlinge duels» | Hernán Rengifo 86' |       |         | Estadio Monumental "U", Lima Toeschouwers: 15.000 Scheidsrechter: Carlos Chandía (CHI) |

|                                                                |                                     |       |                           |                                                                                           |
| 9 september WK-kwalificatie № 511 «onderlinge duels» 20:30 uur | Venezuela                           | 3 – 1 | Peru                      | Estadio Anzoátegui, Puerto La Cruz Toeschouwers: 31.703 Scheidsrechter: Carlos Vera (ECU) |
| 9 september WK-kwalificatie № 511 «onderlinge duels» 20:30 uur | Miku 33' Miku 52' Ronald Vargas 65' |       | 41' (e.d.) Juan Fuenmayor | Estadio Anzoátegui, Puerto La Cruz Toeschouwers: 31.703 Scheidsrechter: Carlos Vera (ECU) |

|                                                               |                                          |       |                    |                                                                                         |
| 10 oktober WK-kwalificatie № 523 «onderlinge duels» 18:30 uur | Argentinië                               | 2 – 1 | Peru               | Estadio Monumental, Buenos Aires Toeschouwers: 38.019 Scheidsrechter: René Ortubé (BOL) |
| 10 oktober WK-kwalificatie № 523 «onderlinge duels» 18:30 uur | Gonzalo Higuaín 48' Martín Palermo 90+2' |       | 89' Hernán Rengifo | Estadio Monumental, Buenos Aires Toeschouwers: 38.019 Scheidsrechter: René Ortubé (BOL) |

|                                                               |                |       |         |                                                                                        |
| 14 oktober WK-kwalificatie № 524 «onderlinge duels» 15:00 uur | Peru           | 1 – 0 | Bolivia | Estadio Alejandro Villanueva, Lima Toeschouwers: 4.373 Scheidsrechter: Juan Soto (VEN) |
| 14 oktober WK-kwalificatie № 524 «onderlinge duels» 15:00 uur | Johan Fano 54' |       |         | Estadio Alejandro Villanueva, Lima Toeschouwers: 4.373 Scheidsrechter: Juan Soto (VEN) |

|                                                        |                 |       |                                                |                                                                                      |
| 18 november Vriendschappelijk № 525 «onderlinge duels» | Honduras        | 1 – 2 | Peru                                           | Land Shark Stadium, Miami Toeschouwers: 11.917 Scheidsrechter: Edvin Jurisevic (USA) |
| 18 november Vriendschappelijk № 525 «onderlinge duels» | David Suazo 47' |       | 39' (e.d.) Emilio Izaguirre 63' Hernán Rengifo | Land Shark Stadium, Miami Toeschouwers: 11.917 Scheidsrechter: Edvin Jurisevic (USA) |

FPF · A-internationals · Selecties · Bondscoaches · Statistieken · Peruviaans vrouwenelftal · Olympisch elftal · Peru U21 · Peru U20 · Peru U19 · Peru U18 · Peru U17
1920 – 1929 ·
1930 – 1939 ·
1940 – 1949 ·
1950 – 1959 ·
1960 – 1969 ·
1970 – 1979 ·
1980 – 1989 ·
1990 – 1999 ·
2000 – 2009 ·
2010 – 2019 ·
2020 – 2029
WK 1930 · 
WK 1970 · 
WK 1978 · 
WK 1982 · 
WK 2018
OS 1936 · 
OS 1960
1927 · 
1928 · 
1929 · 
1930 · 
1931 · 1932 · 1933 · 1934 · 
1935 · 
1936 · 
1937 · 
1938 · 
1939 · 
1940 · 
1941 · 
1942 · 
1943 · 1944 · 1945 · 1946 · 
1947 · 
1948 · 
1949 · 
1950 · 1951 · 
1952 · 
1953 · 
1954 · 
1955 · 
1956 · 
1957 · 
1958 · 
1959 · 
1960 · 
1961 · 
1962 · 
1963 · 
1964 · 
1965 · 
1966 · 
1967 · 
1968 · 
1969 · 
1970 · 
1971 · 
1972 · 
1973 · 
1974 · 
1975 · 
1976 · 
1977 · 
1978 · 
1979 · 
1980 · 
1981 · 
1982 · 
1983 · 
1984 · 
1985 · 
1986 · 
1987 · 
1988 · 
1989 · 
1990 · 
1991 · 
1992 · 
1993 · 
1994 · 
1995 · 
1996 · 
1997 · 
1998 · 
1999 · 
2000 · 
2001 · 
2002 · 
2003 · 
2004 · 
2005 · 
2006 · 
2007 · 
2008 · 
2009 · 
2010 · 
2012 · 
2012 · 
2013 · 
2014 · 
2015 · 
2016 · 
2017 · 
2018 · 
2019 · 
2020 · 
2021 ·
2022 ·
2023 ·
2024
Algerije ·
Argentinië ·
Armenië ·
Australië ·
België ·
Bolivia ·
Brazilië ·
Bulgarije ·
Canada ·
Chili ·
China ·
Colombia ·
Costa Rica ·
Denemarken ·
Dominicaanse Republiek ·
Duitsland ·
Ecuador ·
El Salvador ·
Engeland ·
Finland ·
Frankrijk ·
Guatemala ·
Haïti ·
Honduras ·
Hongarije ·
IJsland · 
India ·
Irak ·
Iran ·
Italië ·
Jamaica ·
Japan ·
Joegoslavië ·
Kameroen ·
Kroatië ·
Marokko ·
Mexico ·
Nederland ·
Nicaragua ·
Nieuw-Zeeland ·
Nigeria ·
Oostenrijk ·
Panama ·
Paraguay ·
Polen ·
Qatar ·
Roemenië ·
Saoedi-Arabië ·
Schotland ·
Slowakije ·
Sovjet-Unie ·
Spanje ·
Trinidad en Tobago ·
Tsjechië ·
Tunesië ·
Uruguay ·
Venezuela ·
Verenigde Arabische Emiraten ·
Verenigde Staten ·
Wit-Rusland ·
Zuid-Korea ·
Zweden ·
Zwitserland
Australië (2018) ·
Denemarken (2018) ·
Frankrijk (2018) ·
Italië (1982) · 
Kameroen (1982) · 
Polen (1982)
AFC-zone: Afghanistan · Australië · Bahrein · Bangladesh · Bhutan · Brunei · Cambodja · China · Filipijnen · Guam · Hongkong · India · Indonesië · Iran · Irak · Japan · Jemen · Jordanië · Koeweit · Kirgizië · Laos · Libanon · Macau · Maleisië · Maldiven · Mongolië · Myanmar · Nepal · Noord-Korea · Oezbekistan · Oman · Oost-Timor · Pakistan · Palestina · Qatar · Saoedi-Arabië · Singapore · Sri Lanka · Syrië · Tadzjikistan · Taiwan · Thailand · Turkmenistan · Verenigde Arabische Emiraten · Vietnam · Zuid-Korea

CAF-zone: Algerije · Angola · Benin · Botswana · Burkina Faso · Burundi · Centraal-Afrikaanse Republiek · Comoren · Congo-Brazzaville · Congo-Kinshasa · Djibouti · Egypte · Equatoriaal-Guinea · Eritrea · Ethiopië · Gabon · Gambia · Ghana · Guinee · Guinee-Bissau · Ivoorkust · Kaapverdië · Kameroen · Kenia · Lesotho · Liberia · Libië · Madagaskar · Malawi · Mali  ·Mauritanië · Mauritius · Marokko · Mozambique · Namibië · Niger · Nigeria · Oeganda · Rwanda · Sao Tomé en Principe · Senegal · Seychellen · Sierra Leone · Soedan · Somalië · Swaziland · Tanzania · Togo · Tsjaad · Tunesië · Zambia · Zimbabwe · Zuid-Afrika

CONCACAF-zone: Amerikaanse Maagdeneilanden · Anguilla · Antigua en Barbuda · Aruba · Bahama's · Barbados · Belize · Bermuda · Britse Maagdeneilanden · Canada · Kaaimaneilanden · Costa Rica · Cuba · Dominica · Dominicaanse Republiek · El Salvador · Frans Guyana · Grenada · Guadeloupe · Guatemala · Guyana · Haïti · Honduras · Jamaica · Martinique · Mexico · Montserrat · 
Nicaragua · Panama · Puerto Rico · Saint Kitts en Nevis · Saint Lucia · Saint Vincent en de Grenadines · Sint Maarten · Suriname · Trinidad en Tobago · Turks- en Caicoseilanden · Verenigde Staten

CONMEBOL-zone: Argentinië · Bolivia · Brazilië · Chili · Colombia · Ecuador · Paraguay · Peru · Uruguay · Venezuela

OFC-zone: Amerikaans-Samoa · Cookeilanden · Fiji · Nieuw-Caledonië · Nieuw-Zeeland · Papoea-Nieuw-Guinea · Samoa · Salomoneilanden · Tahiti · Tonga · Vanuatu

UEFA-zone: Albanië · Andorra · Armenië · Azerbeidzjan · België · Bosnië en Herzegovina · Bulgarije · Cyprus · Denemarken · Duitsland · Engeland · Estland · Faeröer · Finland · Frankrijk · Georgië · Griekenland · Hongarije · IJsland · Ierland · Israël · Italië · Kazachstan · Kroatië · Letland · Liechtenstein · Litouwen · Luxemburg · Macedonië · Malta · Moldavië · Montenegro · Nederland · Noord-Ierland · Noorwegen · Oekraïne · Oostenrijk · Polen · Portugal · Roemenië · Rusland · San Marino · Schotland · Servië · Servië en Montenegro · Slovenië · Slowakije · Spanje · Tsjechië · Turkije · Wales · Wit-Rusland · Zweden · Zwitserland